# Gabriele Bosisio
Gabriele Bosisio (* 6. August 1980 in Lecco) ist ein ehemaliger italienischer Radrennfahrer.
Gabriele Bosisio gewann 2003 das französische Eintagesrennen Annemasse-Bellegarde et retour. Seit 2004 fährt er für die italienische Radsportmannschaft Tenax. In der Saison 2006 wurde er einmal Etappenzweiter beim Circuit de Lorraine. Auch im nächsten Jahr wurde er dort wieder Etappendritter und belegte in der Gesamtwertung den vierten Rang. Außerdem wurde Bosisio Achter bei Mailand–Turin und Etappenzweiter bei der Österreich-Rundfahrt.
Am 2. September 2009 wurde Bosisio bei einer Trainingskontrolle durch die UCI positiv auf die illegale Einnahme von EPO getestet. Im März 2010 beantragte die Anti-Doping-Behörde des Nationalen Olympischen Komitees von Italien (CONI) eine zweijährige Sperre für ihn.

## Erfolge
2007
- Giro del Lazio
- Testveranstaltung Olympisches Straßenrennen 2008

2008
- Giro d’Oro
- eine Etappe Giro d’Italia
- eine Etappe Brixia Tour

2009
- Mannschaftszeitfahren Settimana Ciclistica Lombarda

## Teams
- 2004 Tenax
- 2005 Tenax
- 2006 Tenax Salmilano
- 2007 Tenax
- 2008 L.P.R. Brakes
- 2009 L.P.R. Brakes-Farnese Vini

- 2012 Utensilnord Named
- 2013 Utensilnord Ora24.eu